# Cordylocarpus
Cordylocarpus là chi thực vật có hoa trong họ Cải.